# Delbos-Corfield-jelentés

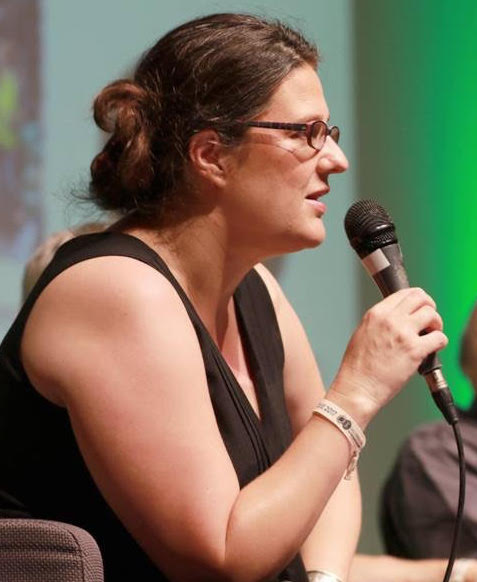
Gwendoline Delbos-Corfield

A Delbos-Corfield-jelentés a magyar jogállamiságot vizsgáló Sargentini-jelentés frissített  változata, amit az Európai Parlament 2022. szeptember 15-én 433:123:28 arányban (74:21:5%) elfogadott.
A jelentés szerzője Gwendoline Delbos-Corfield(en) francia zöldpárti EP-képviselő.
A jelentés hosszú indoklás (A–DS pont) után 10 pontban foglalja össze megállapításait. Ezek lényege:
- a magyar demokrácia helyzete aggályos, és rendszerszerű fenyegetést jelent az EUSZ 2. cikkében[1] foglalt értékekre nézve (lásd az alábbi 12 alfejezetet)
- elítéli, hogy az Európai Tanács nem képes előrelépni a Magyarországgal kapcsolatos, EUSZ 7. cikk[2] szerinti eljárásban
- ismételten felszólítja az Európai Bizottságot, hogy ne hagyja jóvá el az uniós forrásokra benyújtott magyar tervet a jogállami problémák megoldásáig
- felhívja a Bizottságot, hogy találjon módot az uniós források helyi önkormányzatokon és nem kormányzati szervezeteken keresztül történő elosztására, amennyiben a magyar kormány nem működik együtt a jogállamiság érvényesülésének hiányosságaival kapcsolatban[j 1]
- felhívja a Bizottságot, hogy támogassa a független civil társadalmat Magyarországon.[j 2]

Az indoklás különböző szakértő intézetekre hivatkozva megemlíti, hogy Magyarország nem tekinthető szabad demokráciának. A Riporterek Határok Nélkül(en) nevű szervezet 2022. évi sajtószabadság-indexében Magyarország 180 ország és terület közül a 85. helyen áll. A Transparency International 2021. évi korrupcióérzékelési indexében szereplő 180 ország és terület közül a 73. helyen áll, és a rangsorban elfoglalt helye 2012 óta folyamatosan romlik.
A jelentéssel a baloldali, zöld, liberális és kereszténydemokrata frakciók nagy többsége is egyetértett. A fidesz, a KDNP és a populista-radikális jobboldal képviselői elutasították a jelentést.

## Az alkotmányos és a választási rendszer működése
Alaptörvény, jogalkotás:
- A jogalkotási folyamat átláthatósága és minősége továbbra is aggodalomra ad okot.[j 6]
- Az alkotmányozás átláthatatlansága, a civilek kihagyása a folyamatból.[j 6]
- A sarkalatos törvények nagy száma (300 fölött), amiket gyakran konzultáció nélkül hoztak olyankor is, amikor azok alapvető emberi jogokat érintettek.[4]
- 2020 decemberében a 9. alaptörvény-módosítást[5] veszélyhelyzetben, civilekkel való konzultálás nélkül fogadták el.[j 7]

Veszélyhelyzet (rendkívüli jogrend):
- Határozatlan idejű rendkívüli állapot létezik, amiben a kormány felhatalmazza önmagát határozatlan időre szóló rendeletekkel való kormányzásra.[j 8]
- A Honvédelmi Tanács megszüntetése szükség- és hadiállapot idején, és hatáskörének átruházása a kormányra.[j 9]
- A veszélyhelyzetek részletszabályainak sarkalatos törvényekben történő szabályozása.[j 9]
- A háborús veszélyhelyzet bevezetése a jogrendbe, ami aznap lépett életbe, amikor megszűnt a covid miatti. Ez felhatalmazza a kormányt, hogy addig hosszabbítsa meg a sürgősségi kormányrendeletek hatályát, amíg a kormány meg nem szünteti a veszélyhelyzetet.[6][j 10]

Az Alkotmánybíróságot érintő alkotmánymódosítások:
- A 2013 előtti alkotmánybírósági ítéletek hatályok kívül helyezése.[7][j 11]
- Az állampolgároknak a törvényekkel szembeni fellépés jogának megvonása egyedi ügyben való érintettség hiányában.[8]
- Az Alkotmánybíróság megakadályozta a Fudan Egyetem elleni és a  munkanélküli segély meghosszabbítására vonatkozó népszavazást.[j 12]
- A magyar kormány egyre többször fordul az Alkotmánybírósághoz annak érdekében, hogy ne kelljen végrehajtania az Európai Bíróság ítéleteit.[j 12]

Az állami szervek ténylegesen nem hajtják végre az európai és magyar bíróságok ítéleteit.
A Kúria bírájának joga van az Európai Bírósághoz fordulni, ezért nem lehet ellene fegyelmi eljárást indítani.
Jelentős állami finanszírozásban részesülő és a jelenlegi kormányhoz közel álló igazgatósági tagok által irányított közérdekű vagyonkezelő alapítványok működnek.
Választás:
- A jelöltek egyenlő alapon való versengését jelentős mértékben akadályozta, hogy a kormány túlzott mértékben költött a kormánykoalíció kampányüzenetét felerősítő nyilvános tájékoztató hirdetésekre.[j 14]
- A  listaállításhoz szükséges egyéni jelöltek száma (71[10]) túl sok a választási törvényben.[j 15]
- Az egyéni választókerületek 20%-nál jobban (tényleges 33%-ban) tértek egymástól, és ezt a parlament nem korrigálta, ezzel a saját maga által hozott választójogi törvényt megsértve.[11][j 14]
- A győzteskompenzáció hátrányos helyzetbe hozta az ellenzéki pártokat.[12][j 15]

A Helyi Önkormányzatok Európai Chartájának(en) általános be nem tartása, központosítás.

## Az igazságszolgáltatás és más intézmények függetlensége, valamint a bírák jogai
Az e körben tett megállapítások forrásaiként a Velencei Bizottság, az ENSZ és a korrupció ellen fellépő államok csoportja (GRECO[[:en:{{{2}}}|(en)]]) szolgálnak.
A jelentés az Országos Bírósági Hivatalt nem tartja bírói önigazgatási szervnek, ezért az Országos Bírói Tanácsnak az OBH feletti jogkörét javasolják erősíteni a bírák kirendelése, áthelyezése, valamint a bírói vezetők kinevezése terén. A másik probléma pedig a bírói pályázatok indokolás nélküli eredménytelenné nyilvánításának lehetősége.
A jelentés megállapítja, hogy a jogállamiság terén a 27 EU- és 4 EFTA-ország között Magyarország az utolsó helyen áll.
Egyéb:
- A Kúria elnökének parlament általi megválasztása sérti a bíróságok függetlenségét.[j 20]
- Nem történt előrelépés a legfőbb ügyész hivatali idejének meghosszabbítása,[13] az ügyészek széles körű mentelmi joga és az ügyek alárendelt ügyészektől való elvételére vonatkozó kritériumokban.[j 18]
- A közigazgatási hatóságoknak lehetőségük van a rendes bíróságok kedvezőtlen döntéseit követően alkotmányjogi panaszt benyújtani az Alkotmánybíróságnál.[14][j 21]
- Baka András 2016-os elmozdítása a Legfelsőbb Bíróság éléről EU-jogot sértett.[j 22]
- A magyar jogrendszer továbbra sem biztosít hatékony jogorvoslati lehetőséget az észszerű időn túli eljárások kezelésére, továbbá nem nyújt megfelelő elégtételt az ilyen eljárások okozta károk esetén (Gazsó-ügy).[15][j 23]

## Korrupció és összeférhetetlenség
- A 2020–2022-es korrupcióellenes stratégia[16] legtöbb intézkedésének végrehajtását elhalasztották, és nem jelentettek be új stratégiát.[j 24]
- A közbeszerzési eljárások irányítási és ellenőrzési rendszerében súlyos hiányosságok vannak.[j 25]
- A független ellenőrzési mechanizmusok továbbra sem elegendőek a korrupció felderítésére, és továbbra is elégtelenek a rendszeres ellenőrzések és a vagyon- és érdekeltségi nyilatkozatok ellenőrzése.[j 26]
- A közérdekű vagyonkezelő alapítványok esetében[17] hiányoznak az összeférhetetlenségi szabályok.[j 24]
- A magas rangú tisztviselőket és közvetlen környezetüket érintő korrupciós vádak kivizsgálásáról nincsenek adatok.[j 24]
- Nincs bírósági felülvizsgálat, ha korrupciós ügyben nem indul meg a büntetőeljárás. A közigazgatás felső szintjein továbbra sem kezelik a kliensrendszer, a kivételezés és a nepotizmus (hatalommal való visszaélés) kockázatát.[j 24]
- az Európai Csalás Elleni Hivatal (OLAF) a 2020-as tevékenységi jelentésében azt javasolta a Bizottságnak, hogy az Európai Strukturális és Beruházási Alapok(en) és az Európai Mezőgazdasági Vidékfejlesztési Alap(en) keretében a 2016–2020-as időszakban teljesített kifizetések 2,2%-át téríttesse vissza. Az EU-ban 0,29% a visszatérítések átlaga.[j 27]
- Az Európai Bizottság 2022. április 27-én megindította Magyarország ellen a jogállamisági eljárást, elsősorban korrupciós aggályok miatt.[j 28]

## A magánélet tiszteletben tartása és az adatvédelem
A nemzetbiztonsági célból folytatott titkos megfigyelések jogi kerete lehetővé teszi a kommunikáció tömeges lehallgatását, és nem tartalmaz megfelelő biztosítékokat a magánélet tiszteletben tartásához való jogba történő önkényes beavatkozással szemben (Pegazus-botrány).
Az Emberi Jogok Európai Bírósága egy 2017-es ítéletében megállapította, hogy nincsenek pontos, hatékony és átfogó biztosítékok az indokolatlan titkos megfigyelések ellen. A kormány akkor úgy válaszolt, hogy ehhez jogalkotási reformra van szükség, de ez azóta is elmaradt.

## A véleménynyilvánítás szabadsága, beleértve a médiapluralizmust is
- A Médiatanács függetlensége (jelenleg csak kormánypárti tagja van). A jelentős mennyiségű állami reklámnak a kormánypárti médián keresztül való folyamatos terjesztése egyenlőtlen versenyfeltételeket teremt a médiakörnyezetben.[j 31]
- A több mint 470 médium KESMA alatti összevonása a magyar polgárok információhoz való hozzáférésének korlátozását eredményezte. A KESMA-ra fordított pénzeszközöket kormánypropaganda céljára és az ellenzék és a nem kormányzati szervezetek lejáratására használják fel.[j 32]
- A covid-válság az összes európai ország közül Magyarországon súlyosbította legjobban a tömegtájékoztatás szabadságát.[j 33]

Áprilisi választás:
- A hatóságok médiaszabályozó testületekre gyakorolt befolyásolással, a kormánypárti média jelentős állami támogatásával, a kormányról kritikákat megfogalmazó médiumok és újságírók kiközösítésével, az „egyensúly” megteremtése címén aláásták a média sokszínűségét, pluralizmusát és függetlenségét.[j 34]
- A hírközvetítések elfogultsága és kiegyensúlyozatlansága, valamint a fontosabb indulók közötti viták elmaradása jelentősen korlátozta a választók lehetőségét arra, hogy megalapozott döntést hozhassanak.[j 35]
- A választással egyidőben tartott népszavazáson a polgárokat érvénytelen szavazásra buzdító országos NGO-kampány miatt bírságot szabtak ki 16 különböző magyar nem kormányzati szervezetre.[j 36]

Konkrét ügyek:
- A Parlament alakuló ülésén megtagadták több független újságíró akkreditációját. Az Emberi Jogok Európai Bírósága ítélete szerint ez a véleménynyilvánítás szabadságának megsértése.[j 37]
- A Klubrádió frekvenciájának az elvétele az uniós távközlési szabályok megsértésével történt, emiatt a Bizottság pert indított Magyarország ellen.[j 38]
- Az index.hu főszerkesztőjének elbocsátása több mint 70 újságíró kollektív felmondásához vezetett a kormányzati nyomás miatt.[j 39]

## A tudományos élet szabadsága
- EU-jogot sértett, hogy a CEU-t Budapest elhagyására kényszerítették.[j 40]
- A nemekkel kapcsolatos tanulmányokat törlése a mesterképzésekből és a közpénzből finanszírozott szakokról.[j 41]
- A Magyar Tudományos Akadémia automiájának megszüntetése, a Színház- és Filmművészeti Egyetem autonómiájának megsértése.[j 42]
- Újra kell gondolni az állami egyetemek privatizációját a tudományos élet autonómiájának, a tanárok és a diákok jogainak védelme, az intézmények autonómiája és a gondolatszabadság érdekében.[j 43]

## Vallásszabadság
Egyházak (pl. a Magyar Keresztény Mennonita Egyház) nyilvántartásból való törlése miatt sérül az egyesülés szabadságához való jog. A törlés alapjául szolgáló, 2011-ben elfogadott egyházi törvényt a magyar Alkotmánybíróság alkotmányellenesnek találta, és az Emberi Jogok Európai Bírósága is jogsértőnek nyilvánította. A kormány nem hajtotta végre az Alkotmánybíróság ítéletét.

## Egyesülési szabadság
- A Norvég Alappal történt meg nem állapodás miatt[20] Magyarországnak 2014–2021 között járó 214,6 millió euró (akkori árfolyamon kb. 75 MFt) támogatástól esett el, melynek egy részét civil szervezetek kapták volna.[j 46]
- Egyes adótörvények és más kapcsolódó törvények[21] megbélyegeznek és kriminalizálnak olyan civil társadalmi tevékenységeket, amelyeket egy demokratikus társadalomban teljesen legitimnek kellene tekinteni.[j 47]
- A migránsok jogaival foglalkozó civil társadalmi szervezetek számos akadályba ütköznek, számos civil társadalmi szervezet ellen rágalomhadjáratot folytattak.[j 48]

## Az egyenlő bánásmódhoz való jog, beleértve az LMBTIQ-személyek jogait is
- Az Alapvető Jogok Biztosának (ombudsman) besorolását visszaminősítették „B” státuszra (nincs szavazati joga a Nemzeti Emberi Jogi Intézmények Globális Szövetségében(en)), mert nem teljesíti hatékonyan a feladatát az etnikai kisebbségekkel, az LMBTIQ-személyekkel, az emberi jogi jogvédőkkel, a menekültekkel és a migránsokkal, vagy olyan fontos emberi jogi kérdésekkel kapcsolatban, mint a médiapluralizmus, a civil társadalmi tér és az igazságszolgáltatás függetlensége.[j 49]
- A szexuális irányultsággal és a nemi identitással kapcsolatos indokolatlan megkülönböztetés, azok bűncselekményekkel, például pedofíliával való összemosása a sajtóban és egyes jogszabályokban.[j 50]
- A Magyar Országgyűlés elutasította a nőkkel szembeni erőszak és a kapcsolati erőszak elleni küzdelemről és azok megelőzéséről szóló egyezmény (isztambuli egyezmény) ratifikálását.[j 51]
- A 2022-es választással egyidőben tartott, a gyermekek szexuális irányultsággal és nemi identitással kapcsolatos népszavazás az LMBTIQ-személyek emberi jogainak eszközként való felhasználását mozdította elő.[j 52]
- A 2022-ben megválasztott magyar Országgyűlésben a nők aránya mindössze 14%.[j 53]
- A fogyatékossággal élők nem rendelkeznek önálló döntéshozatali mechanizmussal és autonómiával.[j 54]

## A kisebbségekhez tartozó személyek – köztük a romák és a zsidók – jogai, valamint a kisebbségekkel szembeni gyűlölködő kijelentésekkel szembeni védelem
A roma kisebbséget a gazdasági és szociális jogokkal foglalkozó fejezet is említi.
- Nincs hatékony, arányos és visszatartó erejű szankció a személyek közötti faji, etnikai és a munkavégzés során alkalmazott egyenlő bánásmód kikényszerítésére.[j 55]
- Elterjedt a romák, migránsok, menekültek, menedékkérők és más kisebbségek elleni rasszista gyűlöletbeszéd.[j 56] A gyűlöletkampány a kormány bevándorlás- és menekültellenes kampányának részeként 2015-ben kezdődött.[j 57]
- Továbbra is kezelni kell azokat a strukturális nehézségeket, amelyekkel a romák a közélet és a magánélet valamennyi területén szembesülnek, beleértve az oktatást, a foglalkoztatást, a lakhatást és az egészségügyi ellátáshoz való hozzáférést.[j 58]
- 2022. július 29-én az Európai Parlament képviselőcsoportjainak vezetői nyilatkozatot fogadtak el, amelyben elítélték Orbán Viktor miniszterelnök nyíltan rasszista nyilatkozatait, amelyek szerint nem akarnak „vegyes fajú néppé” válni.[22][j 59]

## A migránsok, menedékkérők és menekültek alapvető jogai
- A 8 napos határidő alatt a bíróságok nem tudják megítélni a menedékkérelem jogosságát a hatósági elutasító határozat után.[j 60]
- Magyarország nem adta meg rendszeres időközönként a területére gyorsan áthelyezhető nemzetközi védelmet kérelmező személyek számát (lásd kvótaper).[j 60]
- Az illegális menekültek zárt tranzitzónába kényszerítése  „fogva tartással” járó szabadságelvonásnak tűnik, és a magyar jogszabályok számos ponton ellentmondanak az uniós jognak.[23][j 61]
- Az uniós joggal ellenkezik a nemzetközi védelem iránti kérelem elutasítása azon az alapon, hogy a kérelmező olyan államon keresztül érkezett a területére, amelyben nem volt kitéve üldöztetésnek vagy súlyos sérelem veszélyének, vagy ahol megfelelő szintű védelmet biztosítottak.[j 60]
- A magyar rendőrök által a határkerítésen keresztül Szerbia felé visszaküldött személyekkel szembeni rossz bánásmód ellen nincs sem biztosíték, sem jogorvoslat. A hatóságok nem tartják be a visszaküldés tilalmának elveit.[j 62]
- Meg kell szüntetni az úgynevezett tömeges bevándorlás okozta válsághelyzetet, amely nem felel meg a valóságnak, és súlyos negatív hatásai vannak.[j 63]
- A menekültügyi rendszer fokozatos megszüntetését következetesen kísérte és táplálta a magyar kormány által elfogadott kemény bevándorlóellenes diskurzus.[j 64]

## Gazdasági és szociális jogok
- Nem elég hatékony a leginkább kiszolgáltatott helyzetben lévő csoportok munkaerőpiaci integrációja, lakáshoz és minőségi oktatáshoz jutása.[j 60]
- Komoly aggodalmakat vetett fel az iskolát korán elhagyó, többségben hátrányos helyzetű diákok száma.[j 65]
- Ugyancsak aggodalomra ad okot az állami iskolák vallási közösségeknek való átadása, amely hozzájárulhat a valláson és meggyőződésen alapuló szegregációhoz.[j 65]
- Aggasztó a roma gyermekek folyamatos oktatási szegregációja, a roma és nem roma gyermekek közötti oktatási szakadék, az oktatásban részt vevő roma gyermekekre vonatkozó hivatalos adatok hiánya is.[j 65]
- A munkanélküli ellátások időtartama túl rövid (lásd feljebb népszavazás megakadályozását a kérdésben).[j 66]
- A magyar kormány 2022. február 11-én sürgősségi rendeletben határozta meg a sztrájk idején nyújtandó „szükséges minimális szolgáltatásokat”, és azokat olyan tágan értelmezi, hogy az lehetetlenné teszi a sztrájkot.[j 67]
- A hajléktalanság esetében a szociális biztonsági rendszer a társadalmi befogadás helyett jogellenessé nyilvánítja a hajléktalanok közterületeken való tartózkodását és büntető intézkedéseket hoz.[j 68]